# 復興嶼
24°24′13″N 118°13′49″E / 24.4035257°N 118.230326°E

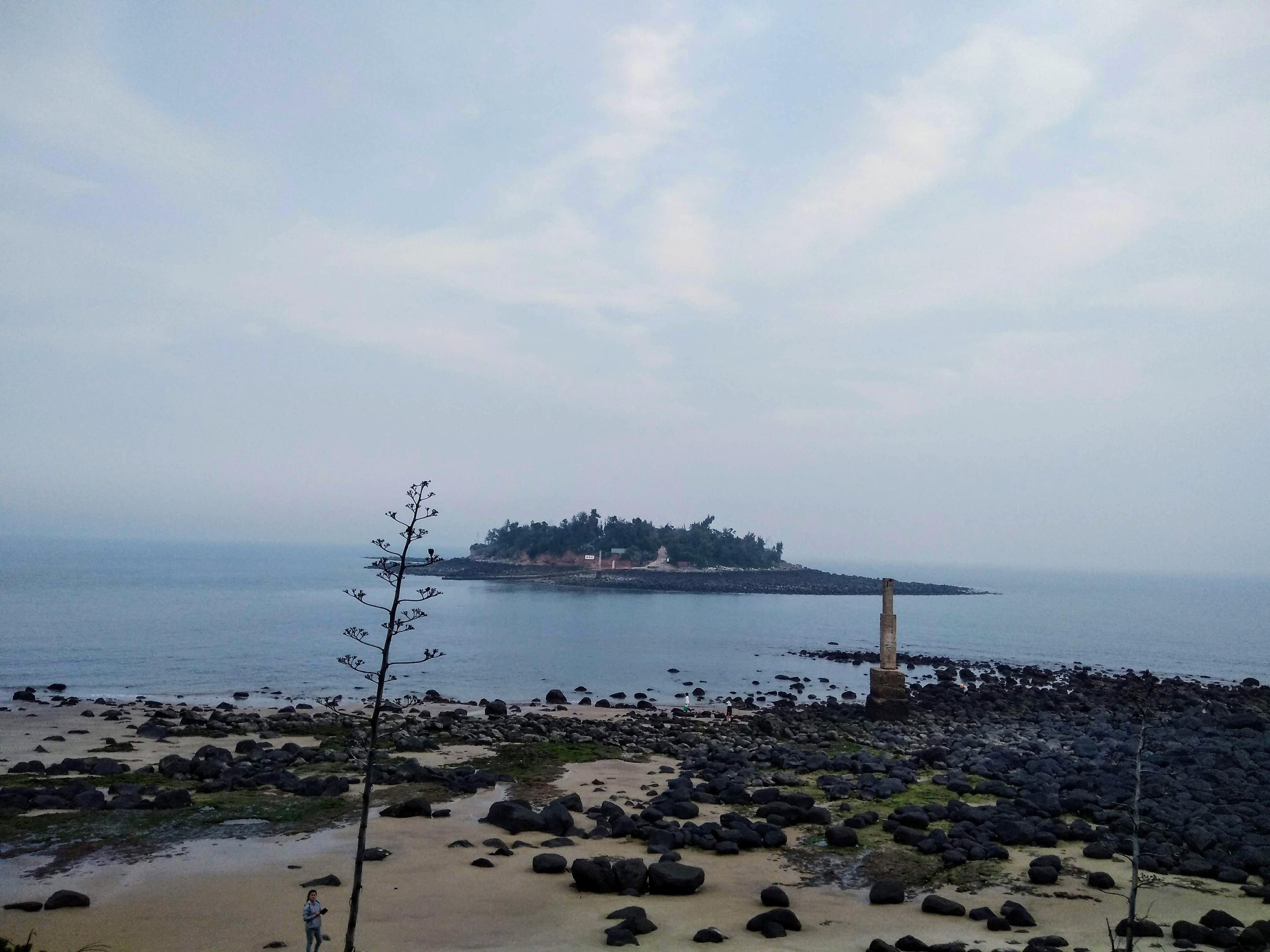
由青歧南岸看復興嶼

復興嶼，原名覆鼎嶼，為中華民國管轄，隸屬於福建省金門縣烈嶼鄉。復興嶼为中国福建外海岛屿，古名覆鼎嶼（见于《清史稿·志四十五·地理十七》）。中华人民共和国称为复鼎屿（见于中国大陆出版的地图，疑为当年简化字时将“覆”字并入“复”字所导致，此后“覆”字重新变为规范字，但可能岛名并未改回）。

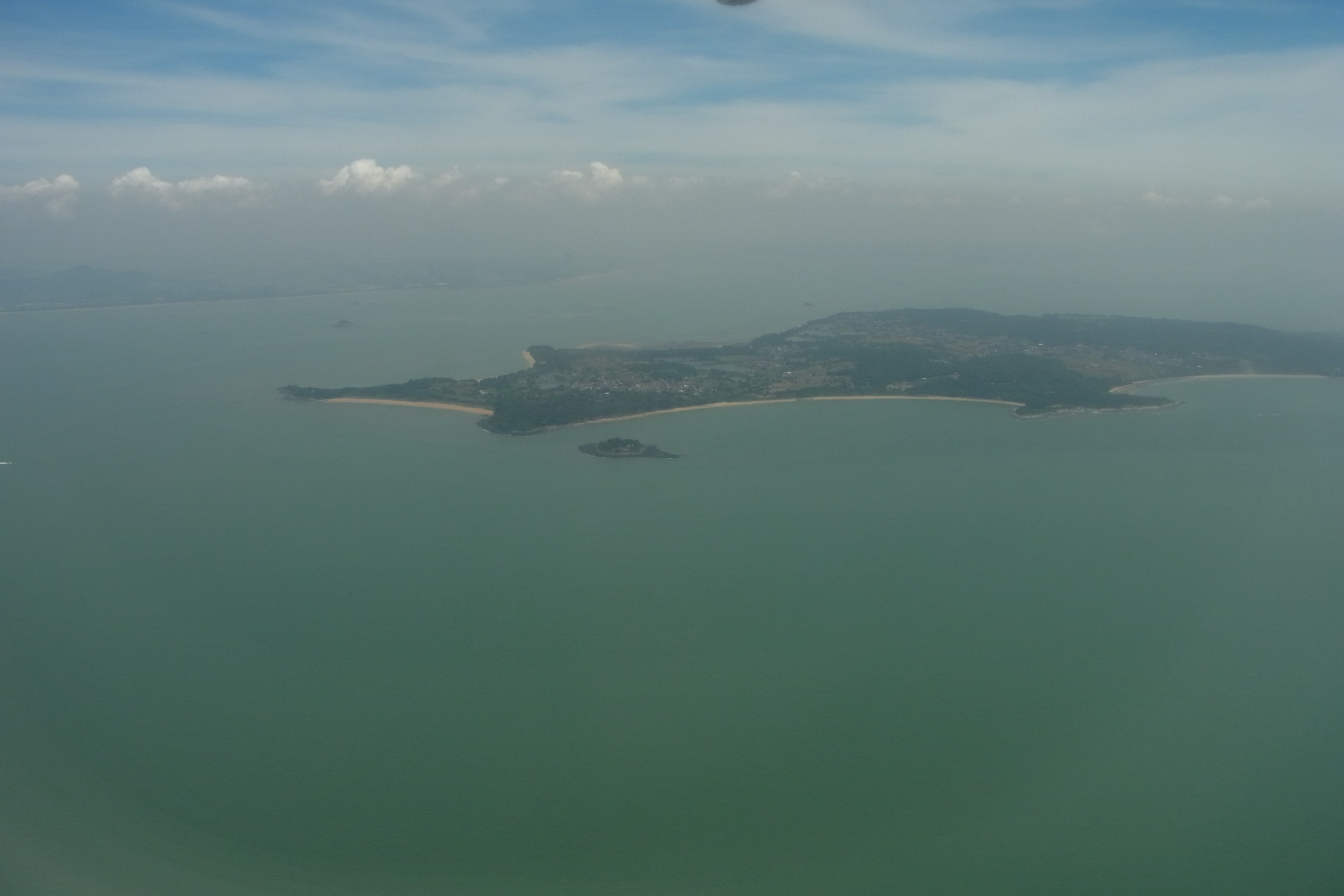
復興嶼與小金門，島東即發生三七事件的小金門灘與東崗半島，島西臨南山頭

该岛位於小金門的南方，面積為0.05平方公里。

## 歷史
1958年發生八二三砲戰，時任行政院政務委員與退除役官兵輔導委員會主任委員的蔣經國屢次親赴金門周邊前線島嶼據點，1960年正式改覆鼎嶼為今名，同時鼠嶼改名獅嶼、虎仔嶼改名猛虎嶼，以求振奮守軍士氣。中華人民共和國不承認此次改名，在其地圖文件等仍沿用簡化字版的“复鼎”為名。
1987年3月7日，一艘無武裝的越南難民船於島東的小金門灘上被烈嶼師南守備隊屠盡後焚船毀證滅跡，事後國防部對媒體報導與國會質詢一再否認。
2016年8月16日下午3點許，復興嶼守備隊在岸際發現浮屍1具。